# 인천세종병원
인천세종병원(Incheon Sejong Hospital)은 인천광역시 계양구에 있는 종합병원이다. 2017년 3월 2일 개원했으며, 부천세종병원이 본원이다. 인천세종병원은 심장혈관센터, 뇌혈관센터, 소화기센터, 소아청소년센터, 척추관절센터  5대 특성화 센터로 구성되어 있으며, 2021년 3월 2일 명칭을 '메디플렉스 세종병원'에서 '인천세종병원'으로 바꾸고 지역대표의료기관으로 거듭나고 있다.

## 역사
- 2017년 1월 31일 병원 건물 준공
- 2017년 3월 2일 메디플렉스 세종병원 개원
- 2017년 6월 7일 세종봉사단 발대식 개최
- 2017년 6월 28일 한국전문소생술 교육기관(KALS CENTER) 지정
- 2017년 7월 26일 치매전문센터 개소
- 2017년 7월 29일 세계 최초 이지스(AEGIS ; cardiac Arrest Early warning alGorithm In Sejong hospital•환자 위험징후 실시간 감시시스템) 적용
- 2018년 1월 2일 새 슬로건 선포 [당신에게 집중합니다]
- 2018년 1월 2일 감염병센터 신설
- 2018년 1월 16일 질향상환자안전본부 신설
- 2018년 2월 2일 응급의료기관 평가 '최우수병원' 선정(보건복지부)
- 2018년 3월 2일 오병희 병원장 취임
- 2018년 6월 18일 장기이식 등록기관 지정(보건복지부)
- 2018년 9월 1일  '경피적 좌심방이 폐색술' 실시기관 지정 (건강보험심사평가원, 2018.9.1~2019.8.31)
- 2018년 10월 3일 심장이식 의료기관 지정(보건복지부)
- 2018년 11월 2일 지역응급의료센터 지정 (인천광역시, 2019.1.1~2021.12.31)
- 2018년 11월 2일 의료기관인증 획득 (보건복지부, 2018.11.02~2022.11.01)
- 2019년 2월 8일 ‘심장’ 분야 인천시 대표 의료기관 선정
- 2019년 5월 1일 신속대응시스템 시범사업 의료기관 선정 (보건복지부)
- 2019년 7월 24일 외국인 환자 유치 선도 의료기관 선정 (인천광역시)
- 2019년 8월 21일 관상동맥우회술 적정성 평가 1등급(건강보험심사평가원)
- 2019년 11월 4일 간호·간병통합서비스 평가 전국 최고 A등급 획득
- 2020년 2월 25일 신종코로나바이러스감염증(코로나-19) 국민안심병원 지정 (보건복지부-대한병원협회)
- 2020년 3월 21일 인공지능 빅데이터연구팀-뷰노 미국심장협회지(JAHA) 연구 논문 게재 (세계 최초 심전도 사용해 판막질환 진단)
- 2020년 3월 25일 코로나-19 선제 대응 위한 언택트(Untact,비대면) 서비스 도입
- 2020년 4월 23일 인공지능 빅데이터연구팀, 딥러닝 기반 폐고혈압 진단 세계 최초 보고(국제심폐이식학회지,JHLT)
- 2020년 8월 26일 관상동맥우회술 적정성 평가 3년 연속 1등급 획득 (건강보험심사평가원)
- 2020년 9월 1일 세종병원그룹, 2030 비전선포식 개최 (Youtube 실시간 생중계)
- 2020년 9월 4일 심장이식 성공
- 2020년 10월 1일 장기이식센터(심장이식센터) 개소
- 2020년 10월 14일 인천 내 종합병원 유일, 심장질환자 재택의료 시범사업 시행기관 선정(2020.10.14~2022.12.31, 보건복지부)
- 2020년 11월 23일 호흡기전담클리닉 운영
- 2020년 12월 10일 인공지능빅데이터본부, 유럽심장학회지 산하 디지털헬스지 출판(이완기 심부전 진단 AI 논문)
- 2020년 12월 16일 중환자 전담치료 병상 및 준-중환자 병상 지정 (인천광역시)
- 2020년 12월 17일 '감염병 예방관리' 분야 보건복지부장관상 수상
- 2021년 2월 23일 인천광역시 생활치료센터에 의료진 파견
- 2021년 3월 2일 '인천세종병원' 병원 명칭변경 및 개원 4주년 기념식
- 2021년 3월 8일 민간종합병원부문 3년 연속 美 뉴스위크 '최상위 병원' 선정
- 2021년 3월 10일 심실보조장치 치료술(VAD) 실시기관 승인
- 2021년 3월 30일 간호•간병통합서비스 선도병원 4년 연속지정!
- 2021년 4월 23일 세종병원그룹-예손병원, 전문병원 간 협력을 위한 MOU 체결
- 2021년 5월 10일 코로나19 중증 환자 긴급치료병상 운영
- 2021년 5월 14일 세종병원그룹-숭실대학교 상호 협력을 위한 협약 체결
- 2021년 6월 17일 세종병원그룹-엔컴퓨팅 미래형 친환경 데스크톱 가상화 PC인프라 구축 협약 체결
- 2021년 7월 1일 경피적 대동맥판삽입술(TAVI) 실시기관 선정 (보건복지부)
- 2021년 7월 15일 폐렴 적정성 평가 1등급 획득
- 2021년 8월 4일 혜원의료재단, 부천시립노인복지시설 재수탁
- 2021년 8월 10일 ‘응급의료센터 심포지엄’ 성료
- 2021년 8월 12일 다제약물관리 시범사업 기관 선정
- 2021년 8월 26일 4년 연속 관상동맥우회술 적정성 평가 1등급 획득
- 2021년 8월 26일 세종병원그룹, ESG 경영위원회 출범식 및 정기회의 개최
- 2021년 9월 3일 전자동의서 시스템 구축
- 2021년 10월 15일 세종병원 공식 캐릭터 "안녕푸름이" 최종선정
- 2021년 11월 21일 3-Day Seminar 및 APCIS 2021 (아세아•태평양 심장혈관 중재 및 수술 심포지엄) 개최
- 2021년 11월 27일 제 14회 개원의 연수강좌 (온라인) 개최
- 2021년 12월 1일 인천 지역 최초 무수혈센터를 개소
- 2021년 12월 20일 코로나19 치료제 임상시험 전담 생활치료센터 구축·운영사업 의료기관 선정
- 2021년 12월 27일 코로나19 환자 재택치료관리 의료기관 선정
- 2022년 3월 4일 AI바우처 지원사업 의료기관 선정 (정보통신산업진흥원)
- 2022년 3월 7일 4년 연속 美 뉴스위크 '민간종합병원 부문 최상위 병원' 선정
- 2022년 3월 8일 인공지능빅데이터본부, 세계 최초 스마트워치 이용 심부전 진단 연구 논문 국제 학술지 Diagnostics에 게재
- 2022년 3월 28일 2년 연속 ‘다제약물 관리사업(병원모형)’ 선정
- 2022년 4월 1일 5년 연속 간호·간병통합서비스 선도병원 지정
- 2022년 4월 20일 대한민국 최초 외국인 환자 VAD(심실보조장치삽입술) 성공
- 2022년 5월 27일 '마취 적정성 평가' 2회 연속'1등급' 획득 (건강보험심사평가원)
- 2022년 6월 27일 94세 초고령 환자 대상 경피적대동맥판막삽입술(TAVI) 성공
- 2022년 7월 13일 세종병원, 대화형 메신저 '챗봇' 도입
- 2022년 7월 21일 RPA COE 출정식
- 2022년 7월 28일 의료서비스 환자경험평가 '전반적 평가' 인천지역 민간종합병원 1위 선정 (건강보험심사평가원)
- 2022년 7월 28일 급성기 뇌졸중 적정성 평가 2회 연속 1등급 획득 (건강보험심사평가원)
- 2022년 8월 17일 계양구 취약계층 일상회복을 위한 성금 1,000만원 기탁
- 2022년 9월 7일 계양구 백미(10kg) 100포 기부
- 2022년 9월 20일 2022년 취약계층 의료지원 사업 공모
- 2022년 9월 30일 2022년 응급의료센터 심포지엄 성료
- 2022년 10월 7일 세종병원-뷰노, 공동개발한 24시간 이내 심정지 위험 감시 시스템 도입
- 2022년 10월 25일 인천세종병원-인천광역시-옹진군, 민·관 협력 무료 진료사업 협약 체결
- 2022년 11월 2일 2회 연속 의료기관인증 획득
- 2022년 11월 3일 지역응급의료센터 2회 연속 지정 (인천광역시, 2023.1.1~2025.12.31)
- 2022년 11월 11일 3-Day Seminar 및 APCIS 2022 (아세아•태평양 심장혈관 중재 및 수술 심포지엄) 개최
- 2022년 11월 29일 인천세종병원 '혈액투석 적정성 평가' 1등급 획득
- 2022년 11월 29일 관상동맥우회술 적정성 평가 5년 연속 1등급 획득 (건강보험심사평가원)
- 2022년 11월 29일 2022 간호·간병통합서비스 성과평가 A등급 획득
- 2022년 12월 28일 치매 적정성평가 1등급 획득
- 2023년 1월 2일 세종병원, 전용 서체 '세종병원체' 무료 배포
- 2023년 1월 16일 세종병원, 해외어린이 심장병 수술 1600례 달성
- 2023년 3월 2일 인천세종병원, 개원 6주년 기념식
- 2023년 3월 2일 인천세종병원, 민간종합병원부문 5년 연속 美 뉴스위크 '최상위 병원' 선정
- 2023년 3월 16일 혜원의료재단 세종병원 '튀르키예·시리아 지진피해 성금' 모금 세이브더칠드런 기탁
- 2023년 3월 29일심장수술 1,000례 달성 행사 성료
- 2023년 4월 3일 미래관(종합검진센터·국가검진센터·스마트워크센터, 주차시설) 오픈
- 2023년 4월 14일 세종병원 박진식 이사장, 제31회 JW중외박애상 수상
- 2023년 4월 25일 인천세종병원, 비만대사외과수술 100례 달성
- 2023년 5월 16일 RPA COE 2기 발표회 성료
- 2023년 5월 26일 세종병원 박진식 이사장, '올해의 의약평론가' 선정
- 2023년 5월 26일 세종병원그룹, 국내 최초 자동 심부전 진단 인공지능(AI) 프로그램 전격 도입
- 2023년 6월 16일 세종병원, 의료나눔 40주년 초청행사 성료
- 2023년 7월 1일 경피적대동맥판막삽입술(TAVI) 3년 연속 실시기관 선정(2023.07.01 ~ 2024.06.30) (보건복지부)
- 2023년 7월 17일 인천세종병원, '심혈관 중재시술 인증기관' 2회 연속 선정
- 2023년 7월 19일인천세종병원, 최신 인공심장 의료기기 활용 · 치료 우수기관 선정
- 2023년 7월 24일 인천세종병원, 첨단 임상빅데이터플랫폼 '스마트빅' 도입
- 2023년 8월 14일 인천세종병원, 뇌졸중 치료 시술 인증기관 '재인증'
- 2023년 9월 6일 인천세종병원, 로봇수술센터 출범
- 2023년 10월 17일 세종병원, '하트세이프 앱' 자체 개발
- 2023년 11월 7일 인천세종병원, 경피적대동맥판막삽입술(TAVI) 50례 달성
- 2023년 11월 10일 APCIS 2023 (아세아•태평양 심장혈관 중재 및 수술 심포지엄) 개최
- 2023년 11월 30일 혜원의료재단 세종병원 박진식 이사장, '2023 감염병관리 유공자 국무총리표창'
- 2023년 11월 30일 인천세종병원. 간호간병통합서비스 패널 병원 선정
- 2023년 11월 30일 인천세종병원, 올해 혁신 병원 사례 '우수상' 수상
- 2023년 12월 8일 세종병원, 장애예술인 고용 우수기관 선정
- 2023년 12월 21일 인천세종병원 외국인 환자 유치의료기관 평가 인증 기관 선정